# Автошлях Р 26
Автошля́х Р 26 (старе позначення Р 105) — автомобільний шлях регіонального значення на території України, Острог — Кременець. Проходить територією Рівненської, Хмельницької та Тернопільської областей.

## Загальні відомості
Автомобільний шлях починається у місті Острог, проходить через села Межиріч Рівненської області, Кам'янка, Кунів, Мала Боровиця, Зіньки Хмельницької області, Сураж, місто Шумськ, село Новостав та закінчується в місті Кременець Тернопільської області.
Основна (проїзна) частина автошляху має ширину 6—9 м, загальна ширина — 10—12 м. Покриття — асфальт.

## Загальна довжина
Загальна довжина автомобільного шляху Р26 за маршрутом: Острог — Кременець — 72,6 км.

### Маршрут
| Маршрут автошляху Р 26 |                |
| Рівненська область     |                |
| Острог                 | Н25            |
| Межиріч                | 4,6 км         |
| Хмельницька область    |                |
| Кам'янка               | 10,9 км Т 2313 |
| Кунів                  | 15,4 км        |
| Мала Боровиця          | 26,5 км Т 2301 |
| Тернопільська область  |                |
| Шумськ                 | 39,4 км        |
| Новостав               | 49,3 км Т 2008 |
| Кременець              | 72,6 км М19    |